# Поляни Суровичні
Поляни Суровичні (пол. Polany Surowiczne) — колишнє лемківське село в Польщі, у гміні Яслиська Кросненського повіту Підкарпатського воєводства.
З 1 січня 2017 р. місцевість увійшла до гміни Ясліська Кросненського повіту.

## Розташування
Знаходилася на берегах потоку Суровичний — лівої притоки річки Віслок.

## Історія
Першу згадку про село знаходимо в документі 1533 року, коли маршалок польського королівства Петро Кміта жертвував на просьбу шляхтича Івана Тарновського по одній волоській ріллі для церков у Полянах Суровичних і у Двернику. 22 червня 1549 р. сяніцьким каштеляном даний привілей Івану з Суровиці на закріпачення села за волоським правом. Церква вочевидь була дочірньою до парохії в Суровиці до 15 квітня 1690 р., коли ериговано (засновано) місцеву парохію ясельського деканату перемиської єпархії і парохом став Данило, син Костянтина.
До 1772 року село входило до складу Сяноцької землі Руського воєводства Речі Посполитої. З 1772 до 1914 року — у межах Сяніцького повіту Королівства Галичини та Володимирії монархії Габсбургів (з 1867 року Австро-Угорщини), з 1920 р.— в складі того ж повіту в новоутвореному Львівському воєводстві Польської Республіки.
В 1859 р. з 47 дітей шкільного віку до школи ходили тільки троє.
У 1887 у селі було 665 осіб, з них 650 греко-католиків, 12 юдеїв і 3 римо-католики.
Церква св. Арх. Михаїла була побудована в селі в 1728 році (ця частина пізніше стала навою), в 1889 р. прибудовано вівтар, а в 1903 — бабинець (церква зруйнована поляками в 1946 р.). В 1820 р. була змурована дзвіниця.
В 1903 р. відкрито читальню «Просвіти».
У 1918—1919 роках село разом з іншими 33 селами увійшло до складу Команчанської Республіки.
У 1930 р. селяни відновили читальню «Просвіти».
У 1936 у селі було 1004 мешканців, з них 992 греко-католики, 7 юдеїв і 5 римо-католиків.
З середини вересня 1939 року на 5 років село потрапило під німецьку адміністрацію і в ці роки в селі вирувало українське культурне життя.
В ході Карпатсько-Дукельської військової операції в селі оборонялась німецька 68 піхотна дивізія (XXIV танковий корпус) проти радянських 47 стрілецького корпусу і 167 стрілецької дивізії і 127 гвардійської дивізії (107 стрілецький корпус), та вже 20 вересня в село вдерлася Червона армія і почалася насильна мобілізація.
До 1945 р. в селі була греко-католицька парохія Риманівського деканату, до якої з жовтня 1833 р. належала також церква у Вернеївці. Метричні книги велися з 1776 р.
Після виселення українського населення 1944–1946 років та депортації в рамках операції «Вісли» у 1947 р. село спорожніло.

## Пам'ятки
Фундаменти церкви, руїни дзвіниці і каплички, кілька надгробків на давньому цвинтарі, здичавілі сади, рештки пивниць і криниць.